# قائمة الكتاب والكاتبات الفلسطينيين
تدعي هذه القائمة للكتاب الفلسطينيين ، التي سيتم استكمالها، تحديد جميع كتاب و كاتبات فلسطين البارزين في العصر الحديث والمعاصر (منذ عام 1800)، من جميع الجنسيات، الذين يدعون أنهم فلسطينيي ، باللغة العربية بشكل رئيسي، ولكن أيضًا بجميع لغات الشتات.

## أ
- أمية أبو حنا (1961-)، صحفي، شاعر، كاتب
- سوزان أبو الهوى (1970-)، صحفية، روائية، ناشطة، صباحيات جنين
- إبراهيم أبو لغد (1929-2001)، أكاديمي، مؤرخ، عالم اجتماع
- أنس أبو رحمة (1985-)، كاتب الطفولة
- سعيد أبوالريش (1935-2012)، صحفي، كاتب، كاتب سيرة ذاتية
- رشاد ابو شاور (1942-)، كاتب قصة قصيرة، روائي

## ب
ليانا بدر (1950-)، كاتبة قصة قصيرة، وروائية
- رجاء البكرية (1974-)، ممثلة، مؤلفة
- ماجد بامية (1983-)، شاعر ودبلوماسي
- ابتسام بركات (1963-)، شاعرة وكاتبة
- مريد البرغوثي (1944-2021)، شاعر وأديب[1]
- تميم البرغوثي (1976)، شاعر وكاتب عمود
- عبد الرحمن أحمد جبريل بارود (1937-2010)، شاعر
- كامل الباشا (1962-)، ممثل، كاتب مسرحي
- خليل بيدس (1874-1949)، تربوي، مترجم، كاتب قصة قصيرة، روائي
- معين بسيسو (1926-1984، معين بسيسو)، شاعر وكاتب مسرحي

## د
- سلمى دباغ (1974-)، كاتبة، خارجها (2011)
- شيرين دعيبس (1976-)، ممثلة، كاتبة سيناريو، مخرجة، منتجة
- شو دلال (1931–2016)، أستاذ، محامي، مؤلف، ناشط (في مجال حقوق الإنسان)
- سهير أبو عكسة داود (1968-)، صحفية وكاتبة عمود
- محمد عزت دروزة (1888-1984)، مؤرخ، مفكر، سياسي
- محمود درويش (1941-2008)، شاعر وكاتب نثر[2]
- نجوان درويش (1978-)، شاعر، صحفي، ناقد أدبي

## ف
- إسماعيل الفاروقي (1921-1986)، فيلسوف
- زياد عبد الفتاح (1939-)، كاتب، صحفي، روائي، سياسي
- أشرف فياض (1980-)، فنان، شاعر، كاتب
- بسام فرنجية (1950-)، مترجم، رياضي، متحدث، عالم مختارات

## ز
- يارا الغضبان (1976-)، روائية، وعالمة أنثروبولوجيا، وعالمة موسيقى عرقية، ومترجمة، وكاتبة مقالات.
- عزت غزاوي (1951-2003)، كاتب وناقد أدبي
- أسماء الغول (1982-)، صحفية، نسوية

## ح
- حزامة حبايب (1965-)، شاعر، قاص، روائي، كاتب عمود، مترجم
- نجمة خليل حبيب (1946 -)، كاتبة، روائية
- إميل حبيبي (1922-1996)، كاتب وسياسي
- جورج هبرا (1930-1994)، كاهن، كاتب، لاهوتي، متحدث، ناطق بالفرنسية، التجلي عند الآباء اليونانيين (1973)
- أنور حامد (1957-)، كاتب، روائي، شاعر
- إيزابيلا حماد (1991-)، روائي، الباريسية (2019).
- ناتالي حنظل (1969-)]، شاعرة، كاتبة مسرحية، ناطقة بالفرنسية
- ريموندا حواء طويل (1940-)، صحفية وأديبة، ناطقة بالفرنسية
- علاء حليحل (1974-)، شاعر، صحفي، كاتب سيناريو، كاتب مسرحي
- عامر حليحل (؟-)، ممثل، شاعر، كاتب مسرحي
- رشيد حسين (1936-1977)، شاعر، خطيب، صحفي، مترجم
- وليد الحسيني (1989-)، كاتب مقالات، عالم سياسي، ناشط إلكتروني، ناطق بالفرنسية

## ج
- جبرا ابراهيم جبرا، شاعر
- آن ماري جاسر (1974-)، شاعرة، مؤلفة، مخرجة، منتجة
- رولا جبريل (1973-)، صحفية، روائية، كاتبة سيناريو، ومجادلة
- سمير الجندي (1958-)، كاتب قصة قصيرة، روائي، كاتب مقالات

## ك
- غسان كنفاني (1936-1972)، كاتب قصة قصيرة، روائي، صحفي، كاتب عمود، سياسي
- محمود الكرمي (1889-1939)، شاعر، صحفي، سياسي
- سيد قشوع (1975-)، صحفي، روائي، كاتب سيناريو، العرب أيضا يرقصون (2002)، الشخص الثاني (2010).
- سلمى الخضراء الجيوسي، (1926-)، شاعرة، مؤرخة، ناقدة
- تيسير خلف (1967-)، روائي، ناقد،
- سحر خليفة (1941-)، أديبة، روائية، كاتبة مقالات، وقائع شجرة التين البربرية (1978)
- باسم خندقجي (1983-)، صحفي، كاتب، روائي
- ديمة الخطيب (1971-)، شاعرة، مترجمة، صحفية، مدوّنة، كاتبة
- شاكر خزعل (1987-)، متحدث وروائي، اعترافات طفل حرب (2013)
- سهيل كيوان (1956-)، صحفي، روائي، كاتب مسرحي
- محمد الكرد (1998-)، شاعر[3]

## م
- مازن معروف (1978-)، كاتب، روائي، صحفي، شاعر، مترجم
- ربعي المدهون (1945-)، صحفي، كاتب قصة قصيرة، روائي[4]

```
أحمق 
خان يونس
 (1977)، 
السيدة من تل أبيب
 (2009) 
```

- أبو محمد المقدسي (1959-)، عالم دين،
- داعية أحمد مسعد (1987-)، ممثل، كاتب مسرحي
- جوزيف أ. مسعد (1963-)، أكاديمي، مؤرخ، مفكر
- أكرم مسلم (1971-)، روائي
- طه محمد علي (1931-2011)، كاتب، شاعر، صحفي
- إبراهيم مهوي (1937-)، مترجم، مدرس، متخصص في التراث الشعبي الفلسطيني
- مصطفى مرار (1929-2021)، روائي، مؤلف الطفولة
- سعيد المزين (1935-1981)، شاعر وسياسي
- غياث المدهون (1979-)، شاعر

## ن
- ليلى النابلسي (1961-)، ناطقة بالفرنسية، كاتبة مسرحية، روائية
- أيمن نحاس (؟-)، ممثل، كاتب مسرحي
- جمال ناجي(1954-2018)، كاتب قصة قصيرة، روائي
- نادين نعوس (1974-)، ممثلة، كاتبة سيناريو، مخرجة
- إبراهيم نصر الله (1954-)، كاتب، رسام، صحفي، مصور، الخيول تهيمن على المدينة (1980)...
- سري نسيبة (1949-)، فيلسوف، أكاديمي

## ع
- غسان عباس (1957-)، ممثل، كاتب مسرحي
- وليد عودة (مواليد) -1973-، روائي
- سعاد العامري (1951-)، معمارية، كاتبة
- عوض سعود عوض (1943-)، صحفي، كاتب
- طه العبد (1972-)، شاعر، ممثل (دبلجة)
- أسامة العيسة (1968-)، صحفي، كاتب، روائي، حمقى بيت لحم

## ق
- سميح القاسم (1939-2014)، شاعر، كاتب، صحفي، محرر

## ر
- إبراهيم الراهب (1938-2014)، كاتب، مترجم، محرر
- ناهض الريس (1937–2010)، شاعرة، كاتبة، سياسية، فاعلة خير
- محمود الريماوي (1948-)، صحفي، كاتب قصة قصيرة، روائي

## س
- إدوارد سعيد (1935-2003)، أكاديمي، منظر، ناقد، سياسي، استشراق (1978)…
- خليل السكاكيني (1878-1953)، شاعر، كاتب، كاتب مقالات، سياسي
- ديمة جمعة السمان (1963-)، باحث، روائي
- إلياس صنبر (1947-)، مؤرخ، شاعر، كاتب مقالات، ناطق بالفرنسية
- عرفان شهيد (1926-2016)، مؤرخ، بيزنطي
- عدنية شبلي (1974-)، كاتبة مقالات، كاتبة قصة قصيرة، روائية
- نجاتي صدقي (1905-1979)، سياسي
- إبراهيم الصوص (1945-)، كاتب، شاعر، دبلوماسي، سياسي، ناطق بالفرنسية
- إيليا سليمان (1960-)، ممثل، كاتب سيناريو، مخرج

## ط
- فدوى طوقان (1917-2003)، شاعرة
- إبراهيم طوقان (1905-1941)، شاعر
- فواز طوقان (1940-)، شاعر، روائي، مدرس

## ي
- يحيى يخلف (1944-)، كاتب قصة قصيرة، روائي
- سمير اليوسف (1965-)، كاتب قصة قصيرة، روائي، ناقد، وهم العودة (2007)

## ز
- إبراهيم الزعرور (1939-)، صحفي، كاتب قصة قصيرة، روائي
- غسان زقطان (1954-)، شاعر، كاتب، روائي
- خليل زقطان (1928-1986)، مدرس، شاعر، صوت الجياع، والد غسان زقطان
- توفيق زياد (1929-1994)، شاعر، كاتب، سياسي

## مقالات ذات صلة
- الأدب الفلسطيني ، الأدب الإسرائيلي
- أدب اللغة العربية
- قائمة الكتاب العراقيين والسوريين واللبنانيين
- المسرحيون الفلسطينيون
- Scénaristes palestiniens [الإنجليزية]
- الصحفيين الفلسطينيين
- شعراء فلسطين
- Historiens palestiniens [الإنجليزية]
- الثقافة الفلسطينية
- بيروت 39 (2009)
- الجائزة العالمية للرواية العربية (2007-)، جائزة الرواية العربية (2008)